# Delage Type AD
Der Delage Type AD war ein frühes Personenkraftwagenmodell der französischen Marke Delage.

## Beschreibung
Delage bot das Modell nur 1910 an. Vorgänger war der Delage Type J. Eine Typprüfung durch die nationale Zulassungsbehörde ist nicht bekannt, was darauf hindeutet, dass darauf verzichtet werden konnte, weil mit dem Delage Type AB bereits ein Modell mit diesem Radstand und einem Motor dieser Größe geprüft war.
Ein Vierzylindermotor von De Dion-Bouton trieb die Fahrzeuge an. Er hatte 75 mm Bohrung und 120 mm Hub. Das ergab 2121 cm³ Hubraum. Der Motor war mit 12 Cheval fiscal eingestuft. Die Motorleistung ist nicht überliefert, dürfte aber wie im Vorgängermodell bei etwa 14,5 PS gelegen haben.
Das Fahrgestell hatte 1280 mm Spurweite und 2750 mm Radstand. Bekannt sind Aufbauten als Torpedo mit vier Sitzen.
Delage Type AB, Type AC, Type AD, Type AE und Type AH hatten ein ähnliches oder sogar identisches Fahrgestell. Der Hauptunterschied lag im verwendeten Motor.

## Stückzahlen und überlebende Fahrzeuge
Peter Jacobs vom Delage Register of Great Britain erstellte im Oktober 2006 eine Übersicht über Produktionszahlen und die Anzahl von Fahrzeugen, die noch existieren. Seine Angaben zu den Bauzeiten weichen in einigen Fällen von den Angaben der Buchautoren ab. Stückzahlen zu den Modellen vor dem Ersten Weltkrieg sind unbekannt. Für dieses Modell bestätigt er die Bauzeit 1910. Es ist kein existierendes Fahrzeug bekannt.